# Partido de Maipú
Maipú (durante el siglo XIX conocido como "Pago de Monsalvo") es uno de los 135 partidos de la provincia argentina de Buenos Aires. Se encuentra en el centro-este de la provincia y su cabecera es la ciudad homónima, que concentra el 82% de la población. Las principales actividades económicas son la agricultura y la ganadería. Forma parte de la Quinta Sección Electoral de la Provincia de Buenos Aires.
Limita al norte con los partidos de Tordillo y General Lavalle, al oeste con los partidos de Dolores y General Guido, al este con el partido de General Madariaga y al sur con los partidos de Ayacucho y Mar Chiquita.

## Historia
Este partido, denominado Monsalvo desde su creación en 1839, recibió el nombre de Maipú por ley del 26 de septiembre de 1878, en conmemoración de la victoria con la que el general San Martín afianzó la independencia de Chile el 5 de abril de 1818.
Maipú, vocablo mapuche que significa "allanar la tierra", es el nombre de un volcán de la Cordillera de los Andes. 
En este Partido existió, por el año 1820, la Guardia de Kaquel y en ella estuvieron prisioneros algunos marineros brasileños en 1827. En 1839 y 1874 los principales vecinos fueron actores de los sucesos de esos años, quienes también habían participado en las guerras de las fronteras.

## Clima
Templado y húmedo. Lluvia anual: 1000 mm

## Economía
Su zona de influencia es de gran potencial agropecuario y posee industrias alimentarias, cosméticas y manufactureras.

## Complejo Turístico Laguna Kakel Huincul
- La historia contemporánea se remonta a la Revolución del Sur y específicamente a la epopeya que libraron los pueblos originarios contra la usurpación de sus sagrados territorios. El "Fortín Kakel", cerca de la Estancia Kakel, a orillas de la laguna, sirvió de posta para las carretas que recorrían la ciudad de Buenos Aires y el sur. El Fortín fue un punto de avanzada en la lucha contra las incursiones heroicas del originario, puede verse aún el "Cementerio Indio". 260 km de Capital Federal por autovía 2, a 12 km de la ciudad de Maipú y a 140 km de Mar del Plata. con grandes bañados y desbordes, dueña de casi unas 2.000 hectáreas con una profundidad media de 1,8 metros con una máxima de casi 4.
- Área: 2900 ha
- Profundidad: 35 dm
- Aguas semisurgentes
- Fauna ictícola: dientudo, carpa, bagre, palometa, pejerrey, tararira
- Camping

## Gobierno

### Intendentes municipales desde 1983
| Intendente            | Mandato                                           | Partido Político |
| Horacio Miguel Morete | 10 de diciembre de 1983 - 10 de diciembre de 1987 | UCR              |
| Horacio Miguel Morete | 10 de diciembre de 1987 - 10 de diciembre de 1991 | UCR              |
| Raúl José Bozzano     | 10 de diciembre de 1991 - 10 de diciembre de 1995 | PJ               |
| Raúl José Bozzano     | 10 de diciembre de 1995 - 10 de diciembre de 1999 | PJ               |
| Raúl José Bozzano     | 10 de diciembre de 1999 - 10 de diciembre de 2003 | PJ               |
| Horacio Miguel Morete | 10 de diciembre de 2003 - 10 de diciembre de 2007 | UCR              |
| Aníbal Rappallini     | 10 de diciembre de 2007 - 10 de diciembre de 2011 | UCR              |
| Aníbal Rappallini     | 10 de diciembre de 2011 - 10 de diciembre de 2015 | UCR              |
| Matías Rappallini     | 10 de diciembre de 2015 -10 de diciembre de 2019  | UCR              |
| Matías Rappallini     | 10 de diciembre de 2019 -10 de diciembre de 2023  | UCR              |
| Matías Rappallini     | 10 de diciembre de 2023 - al presente             | UCR              |

## Población
Según los resultados definitivos del censo de 2022 la población del partido alcanza los 11.323 habitantes.

## Localidades del Partido
- Maipú
- Las Armas
- Santo Domingo

- Parajes
  - Segurola
  - Monsalvo